# Bed of Rose's (canção)
 "Bed of Rose's" é uma canção escrita por Harold Reid, e gravada pelo grupo americano de música country Statler Brothers. Foi lançado em outubro de 1970 como o primeiro single e faixa título do álbum Bed of Rose's. A canção alcançou seu pico de popularidade no inverno de 1971, chegando ao Top 10 da Billboard Hot Country Singles, chegando ao # 9.  Ele também alcançou a posição # 58 na Billboard Hot 100 e # 51 na Australian Singles Chart ( Go-Set ). Uma versão cover do cantor / compositor irlandês Daniel O'Donnell também foi gravada para seu álbum de 1990, Daniel O'Donnell - Favorites. Tanya Tucker também gravou uma versão ligeiramente modificada, incluída em 'The Best Of Tanya Tucker', lançada em 1982 sob os registros da MCA. 

## Conteúdo
Um jovem órfão de uma pequena cidade (possivelmente inspirado na cidade natal de Statler, em Staunton, Virgínia ), por algum motivo, é evitado pelos membros "educados" da sociedade e é forçado a mendigar nas ruas. Sua vida melhora quando um prostituto chamado Rose, quase o dobro de sua idade, o leva; ele se torna seu amante. A canção justapõe a hipocrisia das pessoas nominalmente cristãs da cidade que "... iam à igreja, mas me deixavam na rua" e a inveja de Rose, que "administrava um negócio tarde da noite", como a maioria da cidade gostaria de poder fazer. com o carinho e amor terno que evolui entre os dois párias. Na versão feminina, o jovem é substituído por uma menina mais nova, na mesma situação, que, insinua a canção, ensina Rose para o seu negócio. A música é ao mesmo tempo um desafio de religião e moralismo de mente estreita, e uma celebração gentil de amor, em alguns aspectos não diferente do tema de Lucas 7: 36-50.  O título de "Bed of Rose" é, como algumas das obras dos outros irmãos Statler Brothers, um jogo de palavras - neste caso, no idioma Inglês comum " cama de rosas ", o que significa uma vida fácil e agradável. 

## Cultura popular
A música é apresentada na trilha sonora do famoso jogo Grand Theft Auto: San Andreas, é tocada em uma estação de rádio de música country chamada K-Rose. 